# Evergestis aegyptiacalis
Evergestis aegyptiacalis is een vlinder uit de familie van de grasmotten (Crambidae). De wetenschappelijke naam van de soort is voor het eerst gepubliceerd in 1916 door Aristide Caradja.
De soort komt voor in de Canarische Eilanden (Fuerteventura) en in Egypte.